# Serik Ajmétov
Serik Nygmétovich Ajmétov (Termitau, 25 de junio de 1958) es un político e ingeniero kazajo que ocupó el cargo de primer ministro de Kazajistán desde el 24 de septiembre de 2012 hasta el 2 de abril de 2014. Antes de dedicarse a la política trabajó en la planta metalúrgica de Karagandá.

## Carrera política
Comenzó su carrera política en los años ochenta en el partido comunista de Karagandá. Tras unos años alejados de la primera línea de la política, en 2001 se convirtió en el alcalde de Termitau, además de ocupar otros cargos administrativos en la presidencia y el ministerio de transportes. En noviembre de 2009 pasó a ocupar el puesto de Akim, gobernador, de la provincia de Karagandá y en enero de 2012 fue nombrado vice primer ministro en el gobierno de Karim Masímov. En septiembre de ese año el presidente Nursultán Nazarbáyev lo nombró primer ministro tras la dimisión de Masímov. La decisión presidencial fue refrendada, sin oposición, en el Mazhilis, la cámara baja del Parlamento de Kazajistán.